# Joel Fearon
Joel Israel Fearon (* 11. Oktober 1988 in Coventry) ist ein ehemaliger britischer Bobfahrer und Sprinter.

## Karriere

### Bob
Joel Fearon gab am 11. Dezember 2011 als Anschieber von John Jackson im Viererbob sein Debüt im Weltcup. Nach weiteren Starts bei Weltmeisterschaften sowie im Weltcup gewann Fearon bei der Europameisterschaft 2014 zusammen mit Jackson und den beiden anderen Anschiebern Bruce Tasker und Stuart Benson die Silbermedaille. Bei den Olympischen Winterspielen 2014 belegte die Crew den fünften Rang im Viererbob-Wettkampf. Aufgrund von Dopingfällen in zwei vor ihnen platzierten russischen Bobs wurde den Briten nachträglich die Bronzemedaille verliehen. Vier Jahre später nahm Fearon erneut an den Olympischen Winterspielen in Pyeongchang teil. Im Zweierbob-Wettkampf belegte er mit Brad Hall den zwölften Platz. Im Viererbob-Wettkampf erreichte er mit dem britischen Bob den 17. Platz.
Da die Schweizer Mannschaft einen Mangel an Anschiebern hatte, durfte Fearon in der Saison 2019/20 mit einer Ausnahmegenehmigung für die Schweiz starten. Mit dem Viererbob von Timo Rohner wurde er 2020 Schweizer Meister.

### Leichtathletik
Joel Fearon unterbot am 30. Juli 2016 über 100 Meter mit einer Zeit von 9,96 Sekunden die 10-Sekunden-Marke. Zuvor konnte nur sein Schwager James Dasaolu eine schnellere Zeit vorweisen. 2021 trat Fearon bei der Leichtathletik-Team-Europameisterschaft an.